# Лесечко Михайло Авксентійович
Михайло Оксентійович Лесечко (3 (16) жовтня 1909, Олександрівськ (Запоріжжя), Російська імперія — 21 січня 1984, Москва) — радянський державний діяч, заступник голови Ради Міністрів СРСР. Член ЦК КПРС (1961 — 1981), депутат Верховної Ради СРСР 6—10-го скликань.

## Біографія
Народився в родині робітника.
- 1924 — 1932 — токар на Херсонському заводі імені Г.І. Петровського.
- 1932 — 1936 — технолог заводу, завідувач комбінату з виробництва авіаційних двигунів Московського авіаційного інституту, студент вечірнього відділення цього ж інституту. Закінчив Московський авіаційний інститут в 1934 році.
- 1936 — 1942 — начальник цеху, заступник головного інженера авіаційного заводу.
- 1942 — 1946 — заступник начальника Головного управління Народного комісаріату авіаційної промисловості СРСР.
- 1946 — 1948 — в апараті Технічної ради з механізації при Раді Міністрів СРСР.
- 17 грудня 1948 — 1954 — директор Московського заводу обчислювально-аналітичних машин та начальник спеціального конструкторського бюро 245, одночасно з 6 квітня 1949 року — директор Науково-дослідного інституту обчислювально-аналітичних і математичних машин Головного управління поліграфічного машинобудування.
- 1954 — 1956 — перший заступник міністра приладобудування і засобів автоматизації СРСР.
- 21 січня 1956 — 10 травня 1957 — міністр приладобудування і засобів автоматизації СРСР.
- 17 липня 1957 — травень 1958 — заступник голови Держплану Української РСР — міністр Української РСР з питань машинобудівної і оборонної промисловості.
- травень 1958 — квітень 1960 — перший заступник голови Держплану СРСР — міністр СРСР.
- квітень 1960 — листопад 1962 — голова комісії Президії Ради Міністрів СРСР з зовнішньоекономічних питань — міністр СРСР.
- 24 листопада 1962 — 24 жовтня 1980 — заступник голови Ради Міністрів СРСР і, одночасно, в 1962—1977 роках — постійний представник СРСР в РЕВ.
- З жовтня 1980 — на пенсії, персональний пенсіонер союзного значення в Москві.

### Партійне життя
- Член ВКП(б) з 1940

- 1961 — Делегат  XXII з'їзду КПРС
- 1966 — Делегат  XXIII з'їзду КПРС
- 1971 — Делегат  XXIV з'їзду КПРС
- 1976 — Делегат  XXV з'їзду КПРС

Похований на Новодівичому кладовищі в Москві.

## Нагороди
- чотири ордени Леніна
- орден Трудового Червоного Прапора
- орден Червоної Зірки
- Лауреат Сталінської премії (1954)
- Почесний громадянин міста Бєльці та інших міст.